# Kanton Appenzell Ausserrhoden
Kanton Appenzell Ausserrhoden (retoromansko Appenzell Dadora, francosko Appenzell Rhodes-Extérieures, italijansko Appenzello Esterno) je eden izmed 26 kantonov Švicarske konfederacije. Je eden izmed šestih kantonov, nekdaj in neuradno še vedno znanih kot »polkantoni«; njegov komplement je sosednji kanton Appenzell Innerrhoden.
Leži v Appenzellskih Alpah na severovzhodu Švice. Skupaj s kantonom Appenzell Innerrhoden tvori enklavo znotraj kantona St. Gallen.
Nekdanji skupni kanton Appenzell se je švicarski konfederaciji polnopravno pridružil leta 1513. Leta 1597 se je mirno razdelil na reformirani Ausserrhoden in katoliški Innerrhoden. V času Helvetske republike je bil kanton kratkotrajno priključen tedanjemu kantonu Säntis, leta 1803 pa so bile njegove meje obnovljene.

## Upravna delitev
Kanton je razdeljen na 20 občin:
| - Herisau - Hundwil - Schönengrund - Schwellbrunn - Stein - Urnäsch - Waldstatt - Bühler - Gais - Speicher | - Teufen - Trogen - Grub - Heiden - Lutzenberg - Rehetobel - Reute - Wald - Walzenhausen - Wolfhalden |

Delil se je tudi na tri okraje (Bezirke) – Hinterland, Mittelland, Vorderland – ki so bili leta 1995 uradno ukinjeni, se pa njihova imena še vedno pogosto uporabljajo v vsakdanjem življenju in v podatkovnih zbirkah zveznega statističnega urada.